# 864
864 (DCCCLXIV) var ett skottår som började en lördag i den julianska kalendern.

## Händelser

### Februari
- Februari – Tysk-romerske kejsaren Ludvig II belägrar Rom.

### Okänt datum
- Boris I av Bulgarien låter döpa sig och övergår till kristendomen.
- Toulouse utsätts för ett anfall från en vikingaflotta.

## Födda
- Abu Bakr Mohammad Ibn Zakariya al-Razi, persisk vetenskapsman.
- Simeon I, tsar av Bulgarien 893–927 (född detta eller nästa år).

## Avlidna
- Halvdan svarte, far till den norske kungen Harald Hårfager.